# Keidelheim
Keidelheim ist eine Ortsgemeinde im Rhein-Hunsrück-Kreis in Rheinland-Pfalz. Sie gehört der Verbandsgemeinde Simmern-Rheinböllen an.

## Geographie

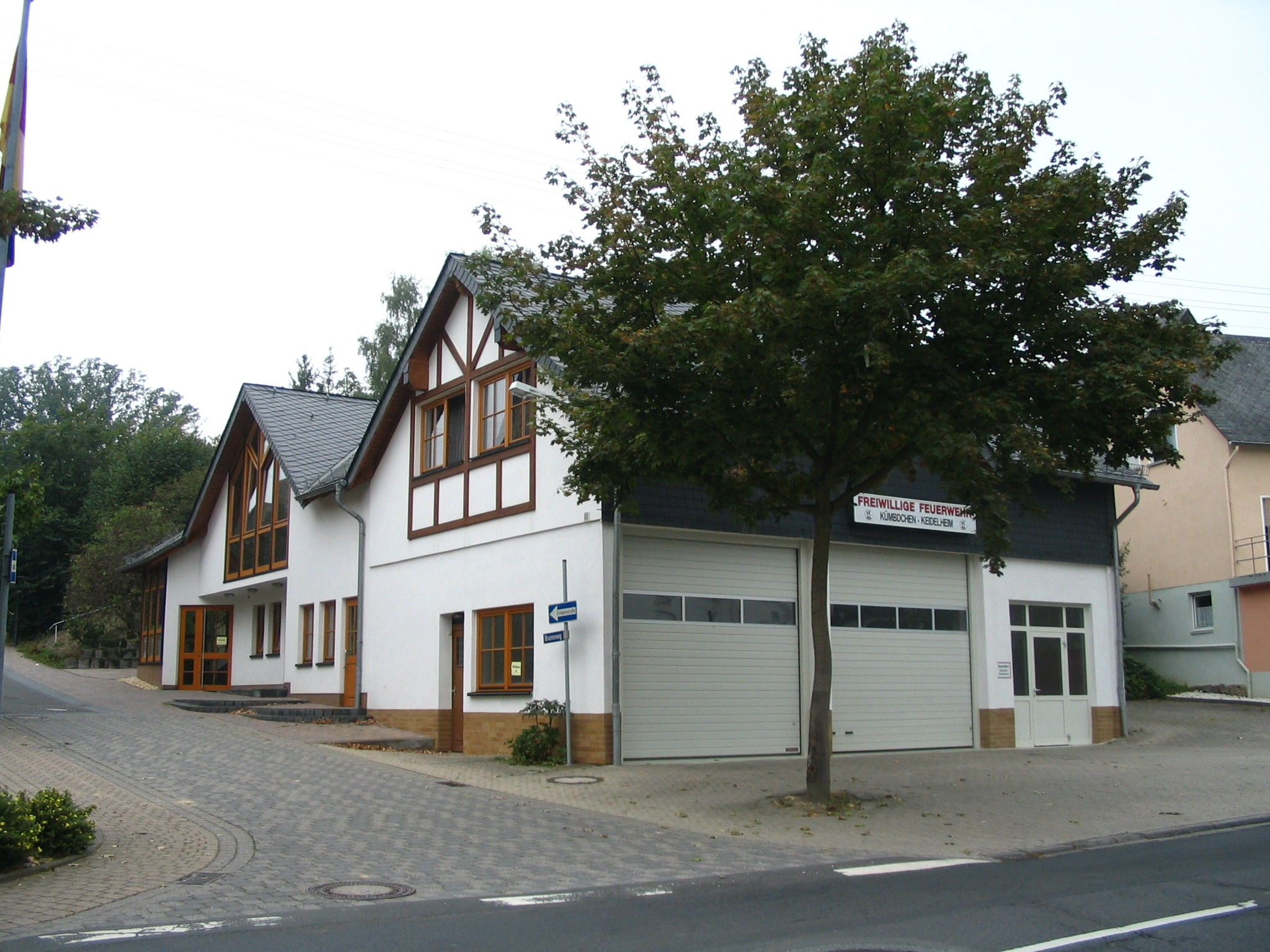
Bürgerhaus mit Feuerwehr und Jugendraum

Keidelheim liegt zentral im Hunsrück zwischen Simmern und Kastellaun, direkt am Schinderhannes-Radweg auf einer mittleren Höhe von 320 m über NN. Der Külzbach trennt die Dörfer Keidelheim und Kümbdchen.

## Geschichte
Der Ortsname mit -heim lässt auf die Entstehung zur Zeit der Fränkischen Landnahme schließen. Keidel wird von Keil abgeleitet und bedeutet, dass hier ein grober Mensch die namensgebende Person war. Wenn umgangssprachlich auf einen groben Klotz ein grober Keil gehört, dann könnte dies ein erster Holzfäller gewesen sein.
Um das Jahr 1310, nach neueren Erkenntnissen des Landeshauptarchivs Koblenz wohl 1330–1335, wird der Ort unter dem Namen Kudelnheim im Sponheimischen Gefälleregister der Grafschaft Sponheim erwähnt. Um 1400 wird Keidelheim unter dem Namen Kudillenheim geführt.
1410 wurde das gesamte Propsteigebiet, mit dem Kloster Ravengiersburg und den Landgerichten Nunkirch und Biebern, an das neu geschaffene Herzogtum Pfalz-Simmern-Zweibrücken, später Pfalz-Simmern, übertragen. Keidelheim gehörte zu Biebern mit den Dörfern auf der Moselseite.
Die kurpfälzische Herrschaft endete nach der Einnahme des linken Rheinufers durch französische Revolutionstruppen (1794). Von 1798 bis 1814 gehörte Keidelheim zum Kanton Simmern im Département de Rhin-et-Moselle mit Koblenz als Hauptstadt.
1815 übernahm Preußen das Gebiet. In Simmern war die zuständige Bürgermeisterei im Landkreis Simmern.
Der Abschnitt Simmern–Kastellaun der Hunsrückbahn, an dem Keidelheim liegt, wurde zum 28. Oktober 1901 eröffnet. Der Bahnhof Keidelheim (Streckenkilometer 3,5) ging mit etwas Verspätung im Februar 1902 in Betrieb.
Am 16. März 1945 war für Keidelheim der Zweite Weltkrieg durch den Einmarsch der 3. US-Armee unter George S. Patton zu Ende. Am 10. Juli 1945 lösten die Franzosen die Amerikaner ab und es entstand die Französische Besatzungszone.
Seit 1946 ist Keidelheim Teil des neu gegründeten Landes Rheinland-Pfalz. Mit der Verwaltungsreform vom 7. Juni 1969 kam Keidelheim zum neuen Rhein-Hunsrück-Kreis.

## Einwohnerentwicklung
| Jahr | Einwohner |
| ---- | --------- |
| 1815 | 103       |
| 1835 | 168       |
| 1871 | 150       |
| 1905 | 181       |
| 1939 | 172       |
| 1950 | 180       |
| 1961 | 161       |
| 1970 | 152       |
| 1987 | 208       |
| 2002 | 328       |
| 2004 | 335       |
| 2021 | 331       |
| 2022 | 330       |

## Politik

### Gemeinderat
Der Gemeinderat in Keidelheim besteht aus acht Ratsmitgliedern, die bei der Kommunalwahl am 9. Juni 2024 in einer Mehrheitswahl gewählt wurden, und der ehrenamtlichen Ortsbürgermeisterin als Vorsitzender.

### Bürgermeister
Tina Franziska Heim wurde am 9. Juli 2024 Ortsbürgermeisterin von Keidelheim. Da für die Direktwahl am 9. Juni 2024 kein Wahlvorschlag eingereicht worden war, erfolgte ihre Wahl gemäß rheinland-pfälzischer Gemeindeordnung durch den Rat. Dieser entschied sich einstimmig für sie.
Heims Vorgänger waren von 2019 bis 2024 Karsten Krämer und von 1994 bis 2019 Friedhelm Kurz.

### Wappen
| Wappen von Keidelheim | Blasonierung: „Erhöht geteilt von Schwarz und Silber (Weiß), oben eine mit einem Kreuz besteckte und mit drei schwarzen Kugeln belegte goldene (gelbe) Krone, unten aus grünem Schildfuß wachsend eine grüne Eiche.“ |
| Wappen von Keidelheim | Wappenbegründung: Es zeigt eine Königskrone über einer unter Naturschutz stehende alte Eiche in der Gemarkung Keidelheim. Die Krone verweist darauf, dass Keidelheim eine der ersten fränkischen Siedlungen auf dem Hunsrück sein soll. Das Wappen wurde am 21. März 1980 durch die Bezirksregierung Koblenz genehmigt. |

## Freizeit
Radfahrer, Wanderer und Skater können ohne Umwege über öffentliche Straßen den Schinderhannes-Radweg benutzen. Der Radweg führt über die Bahntrasse der ehemaligen Hunsrückbahn durch den Schmiedeltunnel unterhalb der Schmiedelanstalten hindurch nach Simmern (zum ehemaligen Bahnhof). Davon wird gerne in der Region das Lied in Hunsrücker Mundart gesungen: „Zwische Siemere un Käillem do is en Tunell, wenn mer rinfährt, werd’s dunkel, wenn mer rausfährt, werds hell. Holladihi, Holladiho, Holladihoppsassa Holladiho!“

## Persönlichkeiten
- Karl Kaul, expressionistischer Maler mit Atelier seit 2000 in Keidelheim
- Herbert Wagner (* 1930 in Keidelheim), Chronist, Maler und Schriftgestalter
- Lothar Pörsch  (Träger des Verdienstordens des Landes Rheinland-Pfalz 1988)